# Babylon
Koordinaten: 32° 32′ 32″ N, 44° 25′ 16″ O
Babylon oder Babel war als Hauptstadt Babyloniens eine der wichtigsten Städte des Altertums. Sie lag am Euphrat, etwa 90 km südlich Bagdads im heutigen Irak (Provinz Babil). Die Ruinen der Stadt sind unter anderem von Robert Koldewey Anfang des 20. Jahrhunderts teilweise freigelegt worden. Der Ort war die Hauptstadt des gleichnamigen Stadtstaates, der zeitweise über weite Teile des südlichen Zweistromlandes sowie Gebiete westlich des Zweistromlandes (Syrien, Palästina) herrschte. Die Blütezeit der antiken „Weltstadt“ Babylon lag zwischen 1800 und 140 v. Chr. Babylon/Babel diente in der westlichen Kulturgeschichte als Sinnbild von Neid, Hochmut und Niedergang („Sündenbabel“); diese Vorstellung geht auf die biblischen Berichte über die Stadt zurück (Turmbau zu Babel, babylonische „Gefangenschaft“ der Juden).

## Etymologie
Der akkadische Name Babylons lautete als piktographisches Sumerogramm geschrieben KÁ.DINGIR.RAKI (KÁ ‚Tor‘, DINGIR ‚Gott‘, =a(k) Genitiv, KI Determinativ für Städtenamen), in akkadischer Silbenschrift jedoch Babilla.
Ab Anfang des zweiten Jahrtausends v. Chr. wechselte er in die aus dem Sumerogramm hergeleitete babylonische Entsprechung Bābili(m) (bāb ‚Tor‘ [sc. von bābum], ilim ‚Gottes‘ [Gen. von ilum]), wovon sich später altgriechisch Βαβυλών Babylṓn ableitete. Bei der gebräuchlichen mesopotamischen Übersetzung von Babillu, Babilim, Babilani als ,Tor des Gottes‘, ‚Gottestor’ handelt es sich aber wahrscheinlich um eine volksetymologische Ableitung der Urform, wobei die alte Bedeutung des akkadischen Stadtnamens nach wie vor unklar bleibt.
Spätestens unter Naram-Sin findet sich die Schreibung KĀ.DINGIRKI (noch ohne das Genitivsuffix =a(k)), die Naram-Sin als ‚Tor des Gottes’ deutete. In der Ur-III-Zeit ist die um den Genitiv erweiterte schriftliche Form KÁ.DINGIR.RAKI belegt, gesprochen als Bāb-ilim. In der altbabylonischen Sprache ist daneben Ba-ab-DINGIRKI als weitere Variante bezeugt.
Ins Griechische wurde der Name aus der Form bāb ilāni übernommen, wobei die Abdumpfung des ā zu ō verrät, dass die Griechen den Namen offenbar aus einem westsemitischen Dialekt übernommen haben, in dem der Name bāb ilōni, bzw. bāb ilōn ausgesprochen wurde.
Die im Zusammenhang der alttestamentlichen Erwähnung Babylons hergestellte Namenserklärung basiert ebenfalls auf späteren Überlieferungen und zugleich auf anderen Motiven. Das in Gen 11,9  verwendete hebräische Verb balal, „verwirren“ mit der Grundbedeutung „verrühren, vermischen“, bezieht sich auf den Turmbau zu Babel. Die entsprechende Übersetzung von Babylon als „Durcheinander“ gründet sich daher primär auf die „Sprachverwirrung“ beziehungsweise auf das „Durcheinander der Sprachen“ und kann deshalb nicht als etymologischer Beleg zur Klärung herangezogen werden.

## Geschichte

### Altbabylonisches Reich

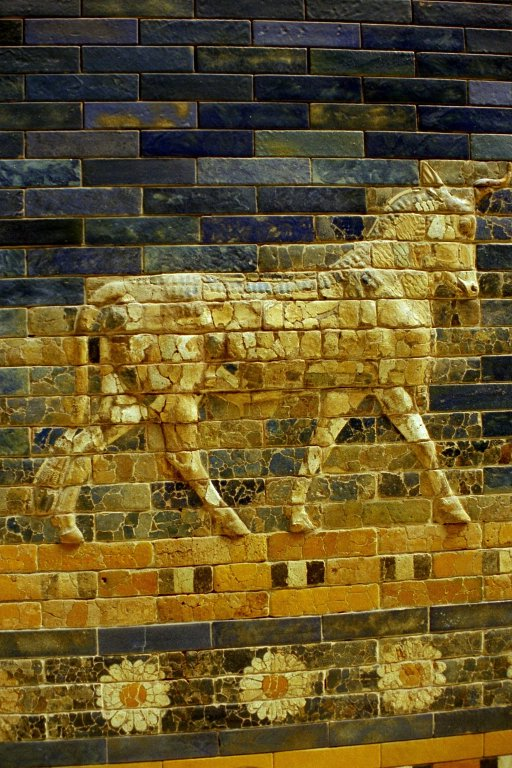
Detail des babylonischen Ischtar-Tores (Pergamonmuseum, Berlin)

Es gibt schon gegen Ende des 3. Jahrtausends v. Chr. erste Erwähnungen Babylons, jedoch nur als unbedeutende Kleinstadt.
Šumu-abum (1894–1881 v. Chr.), Begründer der I. Dynastie von Babylon, machte die Stadt zum Verwaltungszentrum seines Reiches. Unter dem König Hammurapi I. (1792–1750 v. Chr.), dem bekanntesten altbabylonischen Herrscher, erlebte Babylon seine erste Blütezeit. Texte der ersten Dynastie aus Babylon selbst sind selten; keiner von ihnen stammt aus dem bisher unentdeckten Palastarchiv.
Die Eroberung Babylons durch die Hethiter unter König Muršili I. (1620–1595 v. Chr.) ist nur schlecht belegt, das genaue Datum ist unbekannt. Sie fand unter der Herrschaft von Šamšu-ditana statt, der der letzte Herrscher der 1. Dynastie war. Nach der mittleren Chronologie wird der Fall 1595 angesetzt, nach Gasches ultrakurzer Chronologie 1499. Nach dem Fall Babylons setzen schriftliche Dokumente ganz aus, die nächsten stammen aus der Zeit der Kassitenherrschaft und sind vermutlich etwa 100 Jahre später anzusetzen.
In der Folge, vielleicht nach einer Episode unter Gulkišar, einem König der Meerland-Dynastie, übernahmen die Kassiten für 400 Jahre die Herrschaft über die Stadt. Als im 14. Jahrhundert v. Chr. König Kuri-galzu I. (1390–1370 v. Chr.) die Residenzstadt Dur-Kurigalzu gründete, blieb Babylon geistig-religiöses Zentrum. Um 1225 v. Chr. wurde Babylon durch den assyrischen König Tukulti-Ninurta I. (regierte ca. 1233–1197 v. Chr.) erobert, der die Statue des Stadtgottes Marduk wiederum verschleppte, diesmal nach Assyrien. Kurz darauf überfiel der elamische König Šutruk-Naḫḫunte II. (1190–1155 v. Chr.) die Stadt und raubte viele Kunstwerke und Götterbilder, die er in seine Hauptstadt Susa (Persien) brachte. Damit endete die Herrschaft der Kassiten in Babylon.
Babylon erstarkte unter König Nebukadnezar I. (1126–1104 v. Chr.) aus der II. Dynastie von Isin, der die Marduk-Statue zurückholte. Später eroberten assyrische Truppen unter Tiglat-pileser I. (1115–1076 v. Chr.) die Stadt. Nebukadnezar I. schaffte es jedoch, Babylon wieder von der assyrischen Herrschaft zu befreien.
Babylon verlor mit dem Aufstieg Assyriens stark an Bedeutung und wurde im 7. Jahrhundert v. Chr. zweimal von den Assyrern zerstört, 689 v. Chr. durch Sanherib.

### Neubabylonisches Reich und Eroberung durch die Perser
626 v. Chr. ließ sich Nabopolassar nach einem erfolgreichen babylonischen Aufstand gegen Assyrien zum König ausrufen und besiegte die Assyrer, deren Hauptstadt Ninive er 612 v. Chr. mit Hilfe der Meder zerstörte. Nebukadnezar II., sein Sohn, wehrte eine Invasion der Ägypter ab und regierte über ein Gebiet von Palästina bis an den Persischen Golf. In seiner Regierungszeit stiegen Stadt und Reich zu neuer Blüte auf.
Jedoch währte diese Blütezeit nicht sehr lange. König Nabonid bestieg 556 v. Chr. den Thron Babylons. Er führte die von Nebukadnezar II. begonnenen Wirtschaftsreformen durch und entzog den Tempeln der Marduk-Priesterschaft die Ländereien. Zusätzlich setzte er Sin, den Mondgott, als oberste Gottheit ein. Dies führte dazu, dass die ihm nun feindlich gesinnte Priesterschaft Babylons mit dem Perserkönig Kyros II., der sich zu Marduk bekannte, bei dessen Eroberung der Stadt 539 v. Chr. kooperierte und maßgeblich an seinem Sturz und dem Babyloniens beteiligt war.

### Nachruhm
Alexander der Große eroberte die Stadt nach seinem Sieg in der Schlacht von Gaugamela und wurde als Befreier begrüßt. Alexander machte Babylon später zum Sitz seines Reiches, wo er dann auch am 10. Juni 323 v. Chr. verstarb. In der Zeit der Diadochen gehörte Babylon zum Seleukidenreich, verlor unter makedonischer Herrschaft jedoch an Macht, als die neue Hauptstadt Seleukeia am Tigris gebaut wurde und viele Bewohner Babylons dorthin umgesiedelt wurden. Umstritten ist, ob Babylon im Hellenismus eine Polis griechischen Typs gewesen ist. Fraglos verfügte Babylon spätestens seit Antiochos IV. über die typischen Bauwerke (Theater, Gymnasion, Agora), überdies werden politai ‚Bürger‘ erwähnt, doch andererseits fehlt bislang jeder Hinweis auf die typischen Institutionen einer Polis (Volksversammlung, Rat, Magistrate).
Lange Zeit nahm man in der Forschung an, Babylon habe unter den Seleukiden einen Niedergang erlebt und sei spätestens unter parthischer Herrschaft endgültig verlassen worden. Der römische Kaiser Trajan soll hier um 115 n. Chr. nur noch Ruinen gesehen haben. Inzwischen sind aber Zweifel an dieser Sichtweise aufgekommen; so nennt der wohl im ersten Jahrhundert entstandene so genannte 1. Brief des Petrus (5,13) Babylon als einen Wirkungsort des Petrus, und in der Spätantike erwähnt Prokopios von Caesarea Babylon (De Aed. 1,1,53) als Produktionsstätte von Asphalt. Wann genau Babylon jede Bedeutung verlor, wird daher inzwischen wieder kontrovers diskutiert. Der Hinweis im Petrusbrief wurde allerdings schon in der Antike als Hinweis auf Rom gedeutet, und die Bemerkung von Prokopios bezieht sich streng genommen auf Babylon zur Zeit von Semiramis.
Es wird geschätzt, dass Babylon von ca. 1770 bis 1670 v. Chr. und wiederum von ca. 612 bis 320 v. Chr. die größte Stadt der Welt war. Sie war vielleicht die erste Stadt, die eine Bevölkerung von mehr als 200.000 Einwohnern erreichte.
Die Schätzungen über die maximale Ausdehnung der Stadtfläche reichen von 890 bis 900 Hektar.

## Aufbau der Stadt
Der Aufbau Babylons im dritten und zweiten Jahrtausend vor Christus ist wenig bekannt. Entsprechende Nachforschungen scheiterten lange Zeit am hohen Grundwasserspiegel in diesem Areal und in jüngerer Vergangenheit an der Sicherheitslage im Irak.

### Neubabylonische Zeit

#### Antike Berichte
Laut dem antiken griechischen Historiker Herodot war Babylon „gewaltig und prächtig gebaut wie meines Wissens keine andere Stadt der Welt“. Babylon wurde von einem riesigen Festungsgürtel umschlossen. Diese Mauern von Babylon besaßen laut Herodot angeblich eine Länge von 86 Kilometern mit einhundert Toren. Ausgrabungen Koldeweys ergaben, dass die Mauern „nur“ 18 Kilometer lang waren. Außerdem soll es in der Stadt auch drei- und vierstöckige Gebäude gegeben haben. Im Tempelbezirk befand sich seinen Berichten zufolge auch ein Turm, von dem es im Alten Testament heißt, man wollte damit den Himmel erreichen. Er erwähnte jedoch nicht die Hängenden Gärten.

#### Ausgrabungsergebnisse
Koldewey begriff schon bald nach Beginn seiner Ausgrabungen, dass die Größenangaben Herodots stark übertrieben waren, auch wenn der Umfang der Stadt mit 18 Kilometern immer noch imposant erscheint. Babylon war auf beiden Seiten des Euphrat errichtet. Die Stadt war von einer inneren Doppelmauer und einem äußeren Mauerring auf dem Ostufer umgeben, die im Norden durch eine Festung noch zusätzlich geschützt wurden, welche auch als Sommerresidenz des Königs diente.
Die eigentliche Stadt befand sich jedoch im Inneren der doppelten Befestigungsmauer mit einem rechteckigen Grundriss von 1,5 × 2,5 km. Das Ischtar-Tor, eines der neun Tore, kann man heute im Berliner Pergamonmuseum besichtigen. Direkt neben dem Tor stand der Ninmaḫ-Tempel. Eine Prozessionsstraße führte hindurch in die Stadt, vorbei am Palast des Königs zum Marduktempel und dem Zikkurat von Etemenanki, besser bekannt als der Turm zu Babel.
Der von Nabopolassar (gestorben 605 v. Chr.) erbaute Palast hatte den des assyrischen Königs Sanherib zum Vorbild. Er besaß einen quadratischen Innenhof, drei kleine Privaträume und zwei große Säle, war also von verhältnismäßig bescheidener Größe. Nebukadnezar II. (regierte 605 bis 562 v. Chr.) ließ drei weitere identische Gebäude errichten und sie durch Gänge mit dem ursprünglichen Komplex verbinden; eines von ihnen beherbergte den 52 Meter langen Thronsaal des Königs. Daneben wurden neue Wohnräume für die Bediensteten, aber auch Verwaltungs- und Vorratsräume gebaut. Vermutlich waren auch die Hängenden Gärten dort untergebracht.
Der Tempel des Marduk mit dem Namen Esaĝila befand sich im heiligen Bezirk Babylons. Das Gebäude war ähnlich wie eine Festung mit quadratischem Umriss aufgebaut. Nach dem Betreten des Tempels kamen die Priester in den Raum, in dem sich die heilige Statue Marduks befand. In dem Heiligtum wurden jedoch auch viele andere Götter verehrt, die alle Marduk dienen sollten. Neben dem Tempel ragte der zuvor bereits angesprochene Turm auf.
Wohnbauten konnten im Merkes-Viertel, das sich südlich des Ischtar-Tores befand, ausgegraben werden. Vor allem die Häuser der neubabylonischen Zeit waren gut erhalten: Bauten mit massiven Lehmziegelmauern und einem Hof im Zentrum.

### Hellenistische Zeit
Aus der Seleukidenzeit (3. bis 2. Jahrhundert v. Chr.) sind nur wenige Neubauten erhalten, doch sind überall in der Stadt Umbauten festzustellen. Eine griechische Inschrift (OGIS 253) aus dem Jahr 166 v. Chr. bezeichnet Antiochos IV. als Gründer Babylons, womit gemeint sein dürfte, dass dieser König einen Teil der Stadt in eine griechisch-makedonische Polis umwandelte, wie er es auch in Jerusalem tat. Die neubabylonischen Häuser im Merkesviertel sind im Laufe der seleukidischen Periode wieder bewohnt worden, nachdem sie anscheinend einige Zeit leer gestanden hatten. In einem Haus fanden sich im Hof vier Säulenbasen, die andeuten, dass dort ein Peristyl griechischen Stils eingebaut wurde. Die Säulen sind nicht erhalten, bestanden aber einst vielleicht aus Holz. Im selben Haus wurde auch ein Türdurchgang vermauert und eine Badewanne in der so entstandenen Nische eingebaut. Im Osten der Stadt wurde ein hellenistisches Theater errichtet, und die alten Paläste wurden weiterhin benutzt, zeigen aber architektonische Elemente, die offensichtlich griechisch sind. In fast allen Palästen der Stadt fanden sich so Antefixe, die belegen, dass diese Bauten weiterhin benutzt und teilweise griechischem Geschmack angepasst wurden.

### Unter parthischer Herrschaft
Bald nach der Mitte des 2. Jahrhunderts v. Chr. geriet Babylonien unter die Herrschaft der parthischen Arsakiden. Nach Aussage literarischer Quellen erlebte die Stadt unter den Parthern einen langsamen Niedergang, während gleichzeitig Ktesiphon zur wichtigsten Metropole im Zweistromland aufstieg. Allerdings gibt es vor allem in der Wohnstadt zahlreiche Befunde, die bezeugen, dass die Stadt weiter bewohnt wurde. Da die parthischen Schichten zuoberst liegen, sind sie aber meist nur schlecht erhalten. Es ist vor allem zu beobachten, dass die Straßenführung der alten Stadt aufgegeben wurde und durch eine neue ersetzt wurde. Das griechische Theater bestand weiter und wurde sogar renoviert. Andere öffentliche Gebäude können dieser Zeit bisher nicht mit Sicherheit zugeordnet werden. Aus den parthischen Schichten stammen viele Bestattungen, die vor allem unter den Fußböden der Häuser stattfanden. Da, wie erwähnt, noch Prokopios im 6. Jahrhundert Babylon möglicherweise als bewohnte Stadt erwähnt (siehe oben), scheint der Ort auch noch unter den Sassaniden besiedelt gewesen zu sein.

## Forschungsgeschichte

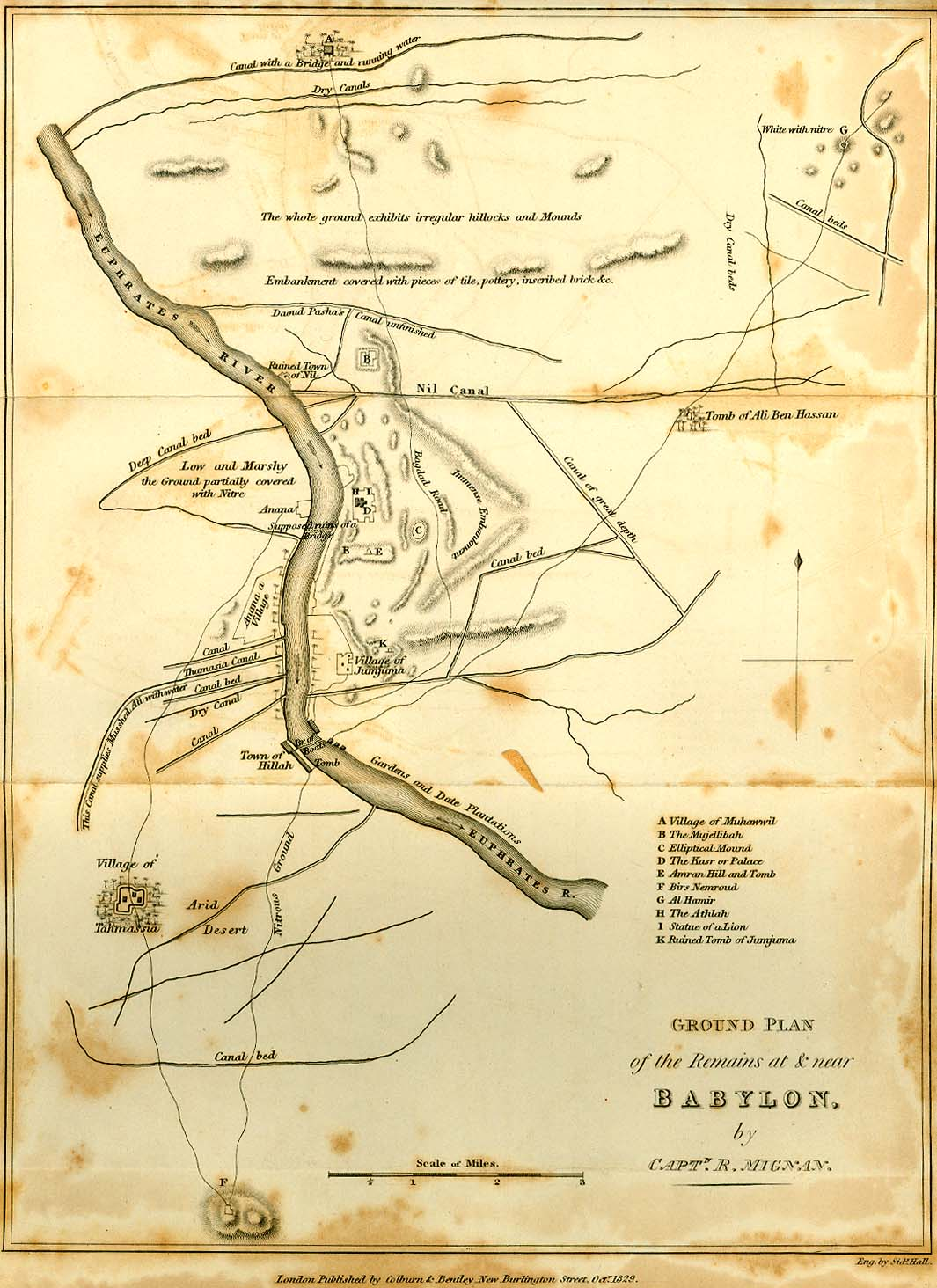
Lageplan von Babylon und Umgebung (1829) von Robert Mignan

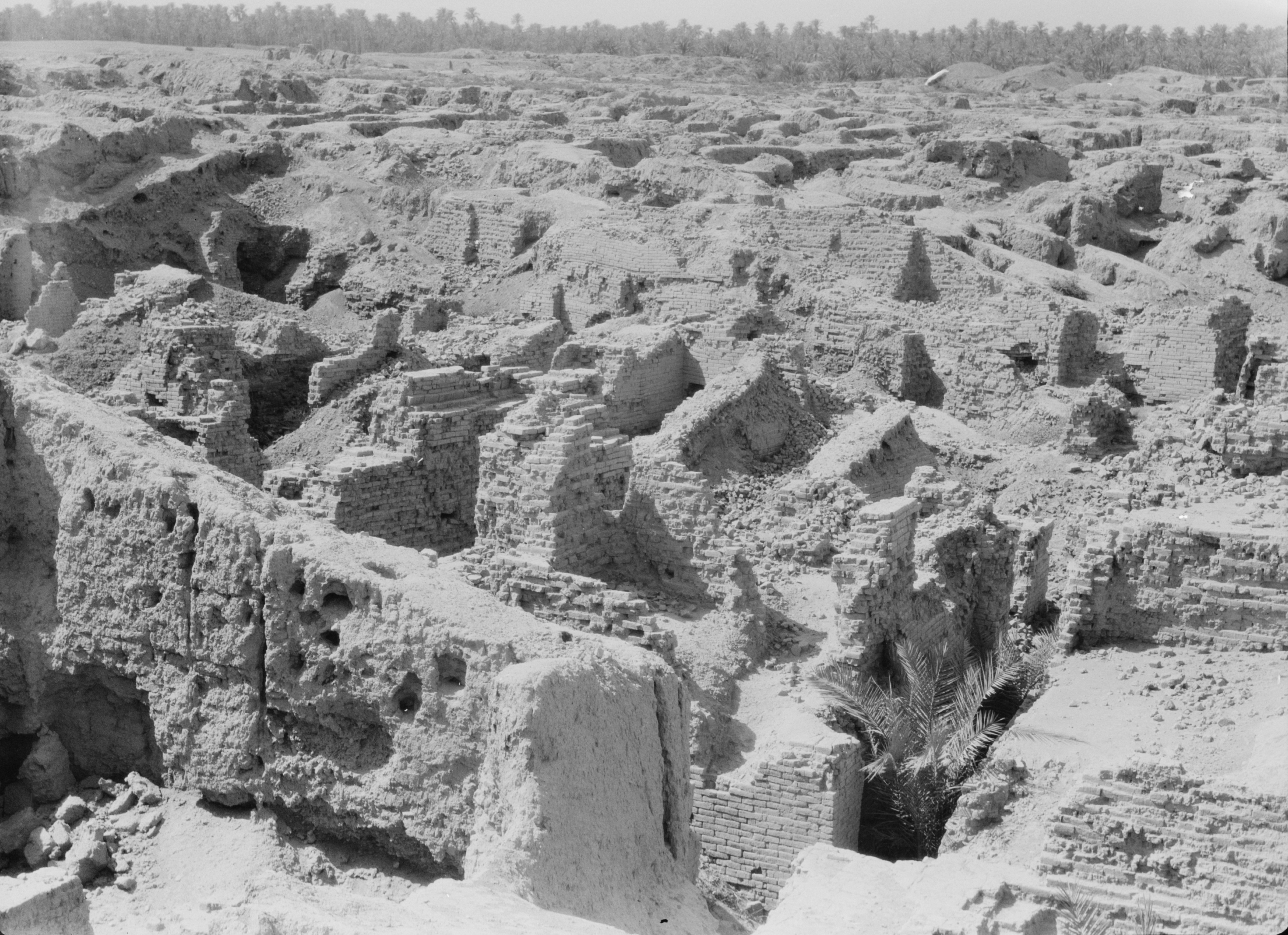
Babylon im Jahr 1932

Obwohl Babylon seit jeher nicht nur bei Autoren der klassischen Antike, sondern auch bei vielen Reisenden auf großes wissenschaftliches Interesse stieß, stellen doch erst die systematischen Ausgrabungen des Briten Claudius James Rich in den Jahren 1811 bis 1817 die Anfänge archäologischer Aktivitäten an diesem Ort dar.
Im Laufe des 19. Jahrhunderts wurden die Arbeiten mit Unterbrechungen weitergeführt: 1830 fanden zwei Grabungskampagnen unter Robert Mignan statt, 1850 wurde Austen Henry Layard in Babylon aktiv, und ab 1851 begann ein drei Jahre andauerndes Großprojekt der Franzosen Fulgence Fresnel, Jules Oppert und Félix Thomas. Henry Creswicke Rawlinson führte 1854, wenn auch nur äußerst oberflächlich, die Arbeiten seiner französischen Vorgänger fort. Auch William Beaumont Selby (1859), Henri Pacifique Delaporte (1862) und Hormuzd Rassam (1879) beschränkten ihre archäologischen Aktivitäten in Babylon auf Kurzkampagnen.
1899 begann eine langfristig angelegte Forschungsmaßnahme im Auftrag der ein Jahr zuvor gegründeten Deutschen Orient-Gesellschaft unter der Leitung des Architekten Robert Koldewey. Dieser betrieb erstmals für die Archäologie in Mesopotamien Bauaufnahmen, in der die Lage der einzelnen Steine und Mauern erkennbar blieb und nachfolgende Archäologen daraus die Grundrisse in ihrer historischen Abfolge beurteilen können.
Abgesehen vom allgemeinen Interesse für die freigelegten Großbauten waren vor allem die Grabungen im Wohngebiet Merkes (Markaz) durch ihre besondere Vorgehensweise für die Fachwelt richtungsweisend. Neben anderen grub hier 1907 und 1908 Oscar Reuther, dem es primär um die Schichtenabfolge ging. Hierzu legte er Grabungsquadrate an, zwischen denen drei Meter breite Grabungsstege stehenblieben, an denen die Schichten beurteilt werden konnten. Nachdem stattliche Häuser aus neubabylonischer Zeit zum Vorschein gekommen waren, ging man 1912 dazu über, eine sich auf diese Schicht konzentrierende Flächengrabung durchzuführen.
Die Ausgrabungen liefen 18 Jahre fast ohne Unterbrechungen. Erst im Jahre 1917, gegen Ende des Ersten Weltkrieges, kamen die Arbeiten angesichts der gegen Bagdad vorrückenden britischen Truppen zum Erliegen. In der zweiten Hälfte des 20. Jahrhunderts wurde die Grabungstätigkeit wiederaufgenommen, vor allem durch die irakische Antikenverwaltung. Außerdem fanden Ausgrabungen des Deutschen Archäologischen Institutes unter der Leitung von Hansjörg Schmid (ab 1962) und Jürgen Schmidt (1967–1973) statt.
Im Rahmen des Projekts „Electronic Babylonian Literature“ gelang Enrique Jiménez an der Ludwig-Maximilians-Universität München 2025 die Wiederentdeckung eines Hymnus auf Babylon, der um 1.000 vor Christus entstanden ist. Mithilfe der KI-gestützten Plattform wurden 30 weitere Manuskripte identifiziert, die zur wiederentdeckten Hymne gehören. So konnte der lückenhafte Text auf der Tontafel ergänzt und die Dichtung komplett entschlüsselt werden. „Es handelt sich um einen faszinierenden Hymnus, der Babylon in seiner größten Blütezeit beschreibt und Einblicke in das Leben seiner Einwohner und auch seiner Einwohnerinnen gibt.“
Die irakischen Aktivitäten in Babylon konzentrierten sich auf Rekonstruktionen öffentlicher Bauwerke. Darüber hinaus ließ der irakische Diktator Saddam Hussein, der sich als Nachfolger des babylonischen Königs Nebukadnezar II. verstand, für sich einen neuen Palast bauen.

## Heutige Nutzung

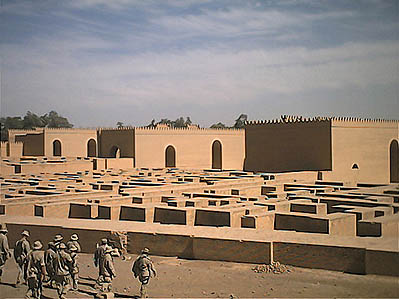
US-Marines vor Babylon

Nach dem Irakkrieg richteten US-amerikanische Truppen im April 2003 einen Stützpunkt um Babylon ein, um die antike Stadt vor Plünderern und Grabräubern zu schützen. Polnische Truppen stießen einige Monate später hinzu und übernahmen am 3. September 2003 die Lagerführung. Der Stützpunkt beherbergte bis zu 2000 Soldaten.
Beim Bau des Lagers wurden Flächen für Park- und Hubschrauberlandeplätze freigeräumt und mit Schotter aufgeschüttet. Zudem wurden Schützengräben gebaut und Sandsäcke mit Sand aus den Ausgrabungsstätten gefüllt. Laut zweier Berichte des Konservators des British Museum John Curtis aus den Jahren 2003 und 2005 wurde die Ruinenstadt erheblich beschädigt. Unter anderem seien die Drachen des Ischtar-Tors bei dem Versuch eines Unbekannten, Steine herauszubrechen, in Mitleidenschaft gezogen worden. Zudem sei die 2600 Jahre alte gepflasterte Prozessionstraße durch die Befahrung mit schweren Militärfahrzeugen zerstört worden. Mohammed Tahir al-Shahk Hussein, Archäologe des irakischen Staatsrates für Antiquitäten und Kulturerbe und ehemaliger Museumsdirektor, relativiert hingegen die Kriegsschäden und sieht das größere Problem in den unter Saddam Hussein errichteten Neubauten.
Tausende von Menschen leben derzeit in Babylon innerhalb der alten äußeren Stadtmauern, und die Bevölkerung wächst schnell. Gesetze schränken den Bau ein.
Babylon hatte einen Bahnhof an der Bahnstrecke Bagdad–Basra.

## Rezeption

### Sieben Weltwunder
Die Stadt war Zentrum Babyloniens und ist auch durch die Hängenden Gärten der Semiramis, eines der Sieben Weltwunder der Antike, bekannt. Ursprünglich gehörte auch die mächtige Stadtmauer zu den Weltwundern.
Wie oben erwähnt, beschrieb Herodot die Stadt ausführlich.

### Platon
In der wissenschaftlichen Literatur über Platons Atlantis-Dialoge Timaios und Kritias wird Babylon als eine mögliche Vorlage für Platons Atlantisbeschreibung diskutiert.

### Bibel

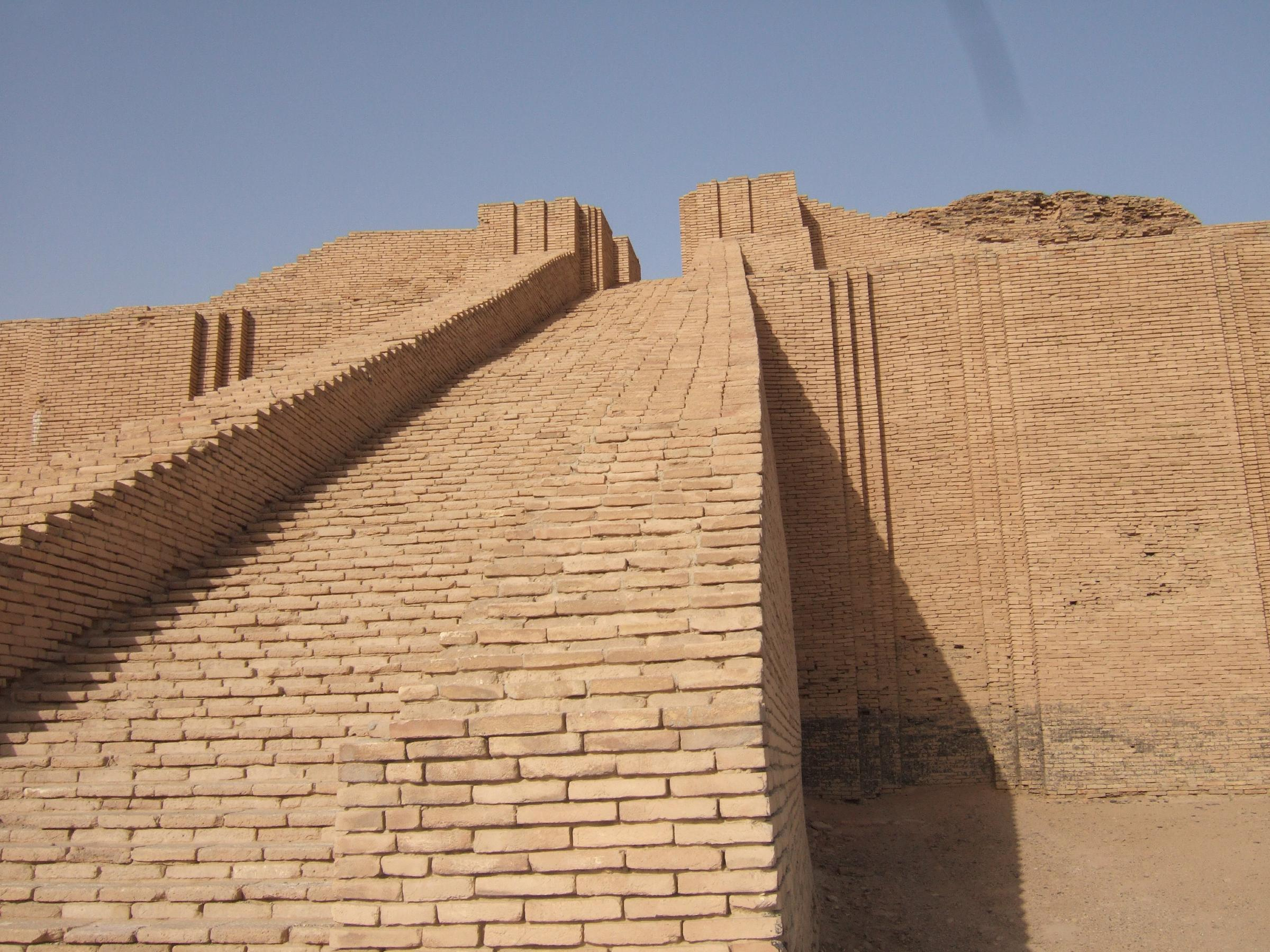
Rekonstruktion der Zikkurat von Ur.

In der jüdischen Tora und dem christlichen Alten Testament wird für das antike Babylon der hebräische Name Babel verwendet, gedeutet als angelehnt von bâlal' „überfließen, vermischen, verwirren“. Es wird ein gewaltiger Turmbau zu Babel erwähnt (Gen 11,1–9 ). Um die Macht der Menschen zu beschränken, habe Gott die Menschen verwirrt und ihnen verschiedene Sprachen gegeben (Gen 11,9 ). Aufgrund dieser Kommunikationsstörung mussten sie dann den Bau beenden. Diese Geschichte ist der Ursprung der Redensart „babylonisches Sprachgewirr“ oder „babylonische Verwirrung“.
Um 600 v. Chr. eroberte Nebukadnezar II. Jerusalem und veranlasste die Umsiedelung von Teilen der Bevölkerung, vor allem der Oberschicht, nach Babylon. Dieses babylonische Exil war ausschlaggebend für die Entwicklung eines Identitätsgefühls als jüdisches Volk und wird in der Bibel ausführlich beschrieben: Babylon wird als Ort des Unglaubens, der Unzucht und der Unterdrückung dargestellt, eine Sichtweise, die sich später im Neuen Testament wiederfindet. Dabei ist zu bedenken, dass die Bibelautoren das Exil als große Gefahr für den jüdischen Glauben ansahen, dementsprechend negativ gefärbt ist ihre Beschreibung des Aufenthalts, der als Sklaverei wahrgenommen wurde. Die meisten Hebräer führten jedoch ein angenehmes Leben in der Metropole; babylonische Keilschrifttafeln zeigen, dass viele von ihnen hohe Positionen in Militär und Wirtschaft einnahmen.
Im Folgenden ein Überblick über die relevantesten namentlichen Erwähnungen Babylons im Tanach:
- Babylon als Teil von Nimrods Herrschaftsgebiet (Gen 10,10)
- Turmbau in Babylon (Gen 11,9)
- Eine Gesandtschaft aus Babylon pflegt diplomatische Beziehungen mit König Hiskia von Juda (2Kön 20,12–15; 2Chr 32,31)
- Ankündigung des babylonischen Exils (2Kön 20,16–18)
- König Manasse von Juda wird nach Babylon deportiert (2Chr 33,11)
- Tributabhängigkeit des Königs Jojakim von Juda gegenüber dem König aus Babylon (2Kön 24,1); Jojakim wird nach Babylon deportiert (2Chr 36,6) und geplünderte Tempelschätze werden ebenso dorthin gebracht (2Chr 36,7)
- Belagerung Jerusalems durch das Heer aus Babylon zur Zeit des Königs Jojachim von Juda (2Kön 24,10) mit anschließender Deportation nach Babylon (2Kön 24,12.15–16; 1Chr 9,1) – darunter auch Mordechai (Est 2,6) – und weiteren Plünderungen zugunsten Babylons (2Chr 36,10)
- König Zedekia wird von Babylon als Marionettenkönig eingesetzt (2Kön 24,17; 2Chr 36,10), wendet sich aber von Babylon dann ab (2Kön 24,20; 2Chr 36,13).
- Erneute Belagerung Jerusalems (2Kön 25,1) mit anschließender Vernichtung oder Deportation nach Babylon (2Kön 25,6–7.11.21); Deportation impliziert unter anderem Sklaverei in Babylon (2Chr 36,20) und wird als Strafe Gottes gedeutet (Esr 5,12)
- Nebusaradan kommt aus Babylon nach Jerusalem, um den Tempel zu plündern und zu zerstören; die Beute wird nach Babylon gebracht (2Kön 25,8.13.20; 2Chr 36,18)
- Von Babylon wird Gedalja als Herrscher über die Übriggebliebenen eingesetzt (2Kön 25,22–26)
- Jojachin wird in Babylon begnadigt (2Kön 25,27–30; Jer 52,31–34)
- Die Rückkehr der Menschen von Juda aus Babylon (Esr 2,1; 8,1; Neh 7,6) unter Kyrus dem Perser bedeutet unter anderem die Zurückbringung der geplünderten Gegenstände (Esr 1,11; 5,14; 6,5), den Wiederaufbau des Tempels (Esr 5,13), die Karriere Esras (Esr 7,6.9), Unterstützung der Rückkehrenden durch die Wirtschaftskraft Babyloniens (Esr 7,16)
- Das Buch Daniel spielt in Babylonien (zum Beispiel Dan 2,12)
- Daneben wird Babylonien in prophetischen Schriften erwähnt, vor allem in Jes, Jer und Ez

### Christentum
Im Neuen Testament wird der Name Babylon bzw. das Attribut babylonisch zwölfmal erwähnt. Dies geschieht zum einen in Rückblicken auf die Geschichte Israels, zum anderen in den prophetischen Reden über die Zukunft der Welt. Babylon bezeichnet hier das irdische widerchristliche Machtzentrum im Gegensatz zur Stadt Gottes, dem himmlischen Jerusalem. In der Offenbarung des Johannes wird ihre Zerstörung in den letzten Gerichten Gottes vorausgesagt. In 1. Petrus 5,13  grüßt der apostolische Schreiber seine Gemeinde aus Babylon. Manche Ausleger vermuten, dass hier Babylon als ein Pseudonym für Rom gebraucht wird. Andere hingegen verweisen auf den nicht genau feststellbaren Zeitpunkt des Verfalls der Stadt und nehmen die Bezeichnung Babylon wörtlich. Sie glauben, dass Paulus, als Apostel für die Nationen, und nicht Petrus in Rom war.
In der von der Offenbarung des Johannes geprägten christlichen Symbolik gilt Babylon als gottesfeindliche Macht und Hort der Sünde und Dekadenz. Martin Luther deutete das ihm verhasste Papsttum als Hure Babylon. In Offb 17,3–5  wird Babylon die Große als eine in Purpur und Scharlach gekleidete, reichgeschmückte Frau beschrieben, die auf einem scharlachfarbenen wilden Tier mit sieben Köpfen und zehn Hörnern sitzt. Auf ihrer Stirn steht ein Name geschrieben, „ein Geheimnis: ‚Babylon die Große, die Mutter der Huren und der abscheulichen Dinge der Erde‘“. Auch wird von ihr gesagt, sie sitze auf „vielen Wassern“, die „Völker und Volksmengen und Nationen und Zungen“ darstellen (Off 17:1–15). Professor Morris Jastrow jr. sagt in seinem Werk The Religion of Babylonia and Assyria (1898, S. 699–701) diesbezüglich folgendes: „Im Altertum, noch bevor das Christentum aufkam, verspürten Ägypten, Persien und Griechenland den Einfluß der babylonischen Religion. … Der persische Mithrakult weist eindeutig babylonische Vorstellungen auf; und wenn man bedenkt, welche wichtige Rolle die mit diesem Kult verbundenen Mysterien schließlich unter den Römern spielten, kann ein weiteres Verbindungsglied zwischen den Verzweigungen antiker Kulturen und der Zivilisation des Euphrattales hergestellt werden.“ Abschließend spricht er von „der großen Wirkung, die die bemerkenswerten Äußerungen religiösen Gedankenguts in Babylonien und die religiöse Tätigkeit in diesem Gebiet auf die antike Welt gehabt haben“.

### Musikalische Rezeption
Zumeist bauen Lieder, die mit Babylon zu tun haben, auf die Bedeutung der Stadt im Alten Testament als ein Ort des Exils und der Versklavung. Der Bezug zum geschichtlichen Hintergrund, der eine Versklavung nicht bestätigt, wird meistens nicht hergestellt. Gelegentlich nehmen Lieder aber auch den neutestamentlichen theologischen Mythos der Stadt als Zentrum des Bösen auf.
Georg Friedrich Händel hat 1745 in seinem Oratorium Belshazzar (deutsch: Belsazar) die Eroberung der Stadt durch Kyros und die Befreiung der Juden aus der babylonischen Gefangenschaft verewigt. Giuseppe Verdi vertonte 1842 in Nabucco ebenfalls eine Episode aus dem jüdischen Exil in Babylon. William Walton komponierte 1930/31 mit Belshazzars Feast ein Chorwerk, dessen Libretto Bibeltexte über Belsazars Gastmahl in Babylon zum Thema hat. Bertold Hummel benannte den 2. Satz seiner 1996 entstandenen 3. Sinfonie JEREMIAS mit dem Namen der Stadt Babylon. 2012 wurde die Oper Babylon von Jörg Widmann auf ein Libretto von Peter Sloterdijk an der Bayerischen Staatsoper uraufgeführt.
Bekannt ist die Vertonung des Lieds By the waters of Babylon von Don McLean, eine Nachdichtung des 137. Psalms. Der Song Rivers of Babylon der jamaikanischen Band The Melodians, der in der Version von Boney M. große Bekanntheit erlangte, behandelt ebenfalls den Text des 137. Psalms. Ebenso nahm Leonard Cohen in seinem Song By the Rivers Dark auf Babylon Bezug: Babylon ist anknüpfend an die jüdische und christliche Symbolik sowohl Ort des Exils (Gottesferne) als auch Sinnbild sündigen, verblendeten Lebenswandels sowie zugleich Stätte einer mysteriösen Erfahrung. Die deutsche Vertonung Die Legende von Babylon von Bruce Low handelt jedoch vom Turmbau zu Babel und hat nichts mit dem babylonischen Exil zu tun.
Durch die Etablierung der Reggae-Musik in den 1970er Jahren wurde der Rastafari-Begriff Babylon-System weltweit populär und hat heute einen festen Platz in der schwarzen Musik und anderen Stilen der Pop-Musik. Bekannt wurde der Begriff erstmals durch den Song Babylon System, komponiert vom jamaikanischen Reggaemusiker Bob Marley und auf dem Album Survival veröffentlicht, der vom westlichen „vampirischen“ System handelt, das die Menschheit unterdrückt und vor der Einheit zurückhält. Vorher jedoch ging schon Desmond Dekker in seinem Lied Israelites auf das Thema ein und erzählt die Leidensgeschichte des Israeliten in Ägypten im Vergleich zum Leben als schwarzer Sklave auf Jamaika.
Die griechische Band Aphrodite’s Child befassten sich in ihrem Konzeptalbum 666 unter anderem mit Babylon, zu dem es auch ein Stück auf dem Album gibt. Vordergründig ist das Album eine Adaption von Abschnitten der Offenbarung des Johannes (666), in der Lyrik und im Aufbau jedoch sehr experimentell gestaltet. Das Album wird stilistisch dem Progressive Rock zugeordnet.
In ihrem 2004 veröffentlichten Lied On Ebay – From Babylon back to Babylon prangert die britische Popband Chumbawamba den Raub von Ausstellungsstücken, zu denen auch solche aus Babylon gehörten, aus dem Irakischen Nationalmuseum an.

### Babylon-System bei den Rastafari
In der unter Nachfahren schwarzer Sklaven in Jamaika entstandenen Rastafari-Bewegung ist Babylon-System oder kurz Babylon, in Anlehnung an die biblische Hure Babylon, ein Ausdruck für die herrschende „westliche“ Industriegesellschaft, die als korrupt und unterdrückerisch wahrgenommen wird. Die Rastafari erkannten in der biblischen Geschichte vom babylonischen Exil der Israeliten Parallelen zur Verschleppung ihrer eigenen afrikanischen Vorfahren nach Amerika und münzten Babylon-System (auch: shitstem) als Ausdruck für die westliche Welt. Babylon, das als jamaikanisches Grundübel gilt, umfasst nach modernem Verständnis Großbritannien als ehemalige Kolonialmacht in Jamaika, die USA als weltweit größte Industrienation, den bürgerlichen Staat Jamaika sowie die Kirche.
Durch den Erfolg der Reggae-Musik wurde der Begriff weltweit etabliert. Je nach persönlichem, politischem und kulturellem Hintergrund variiert die Auslegung des Begriffs.